# Большая Каменка (приток Шламы)
Большая Каменка — река в Челно-Вершинском районе Самарской области. Правый приток Шламы.

## Описание
Длина реки 11 км, площадь водосборного бассейна 66,4 км². Берёт начало в 1,3 км к северу от малого посёлка Покровка на возвышенности Сокские Яры. От истока течёт на север, у села Кротовка поворачивает на запад. В низовьях течёт на северо-запад и впадает в Шламу по правому берегу в 26 км от её устья.
Имеются дамбы и пруды на реке, мост у села Кротовка на автодороге Озерки — Чистовка.

## Данные водного реестра
По данным государственного водного реестра России относится к Нижневолжскому бассейновому округу, водохозяйственный участок реки — Сок от истока до устья. Речной бассейн реки — Волга от верховий Куйбышевского вдхр. до впадения в Каспий.
Код водного объекта в государственном водном реестре — 11010000612112100006027.